# Musée historique et des porcelaines de Nyon
Le musée historique et des porcelaines est un musée historique situé dans la ville vaudoise de Nyon, en Suisse.

## Histoire

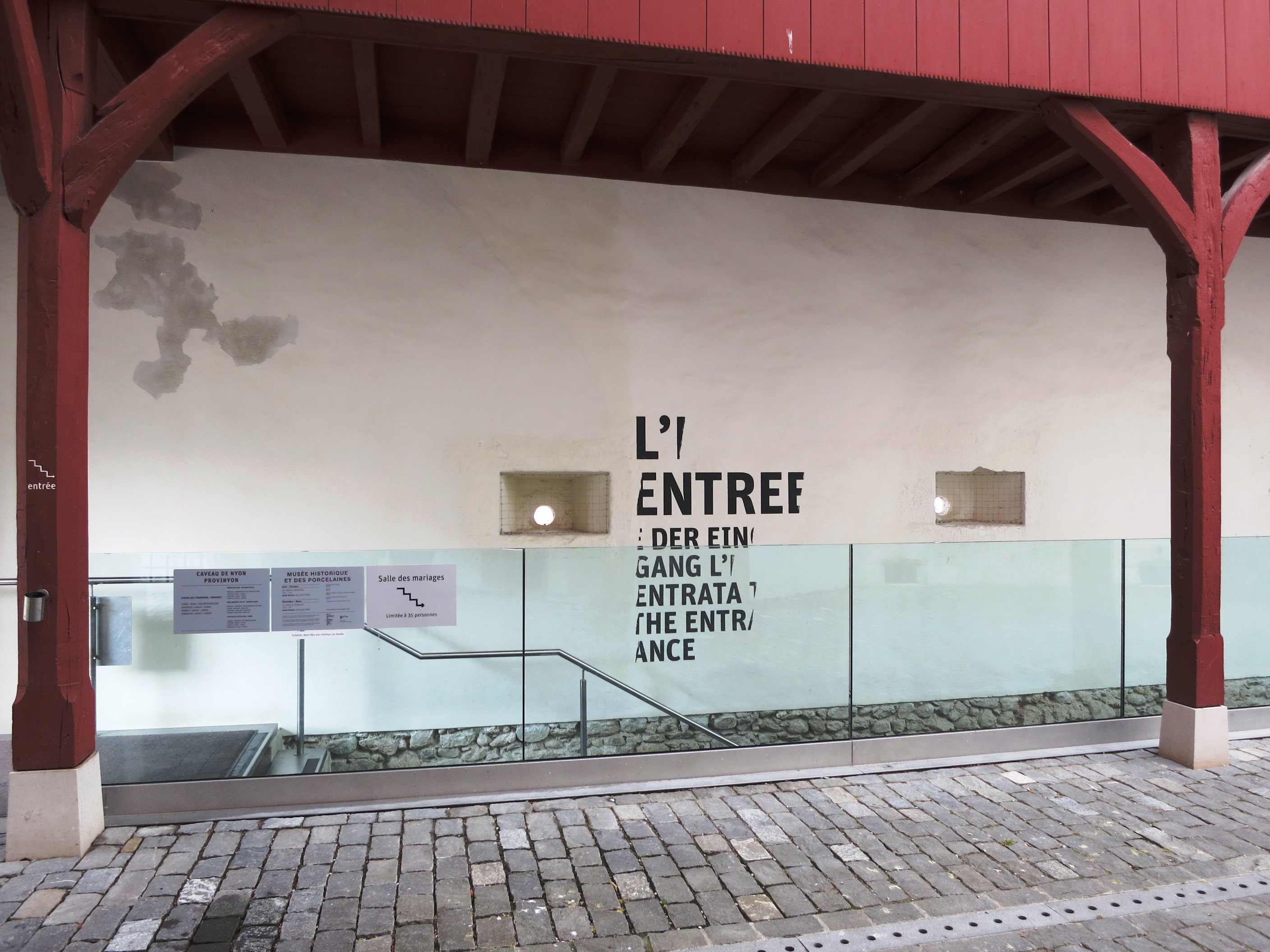
Entrée du musée

En 1781, l'Allemand Ferdinand Müller et le Français Jacques Dortu ouvrent la manufacture de porcelaine de Nyon qui produira de nombreuses pièces jusqu'à sa fermeture en 1813. Ce travail, longtemps oublié, est remis en valeur en 1947 dans un importante exposition temporaire qui réunit 700 œuvres de 120 collectionneurs privés au château de Nyon. Devant le succès populaire rencontré, les autorités décident d'intégrer une partie de cette collection au musée historique qui avait été ouvert au même endroit dès 1888.
Inscrit comme bien culturel suisse d'importance nationale tout comme le château qui l'accueille, le musée a profité de la restauration complète du bâtiment effectuée entre 1999 et 2006 pour faire peau neuve.

## Collections

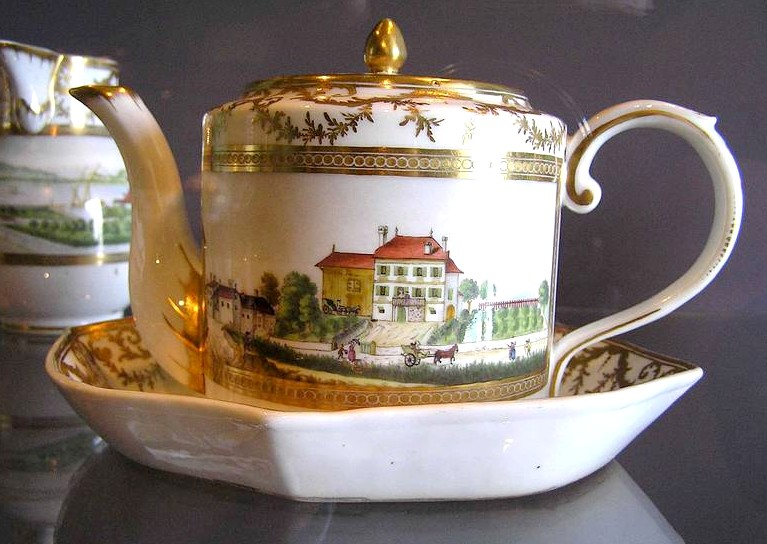
Exemple de porcelaine de Nyon

Les collections du musée se déploient sur trois étages du château de Nyon : la porcelaine dans quatre salles du premier étage, des papiers peints et du mobilier historique au deuxième étage et, enfin, l'histoire de Nyon entre 1000 av. J.-C. et la fin du XXe siècle au troisième étage. Le musée présente également régulièrement des expositions temporaires, certaines en collaboration avec d'autres musées de la région dont par exemple le musée romain de Nyon.